# Ghor
Ghor ou Ghôr (persan : غور) est une province montagneuse du centre de l'Afghanistan. Sa capitale est Tchaghtcharan.
C'est le berceau de la dynastie des Ghorides qui conquit le nord de l'Inde historique à la fin du XIIe siècle.

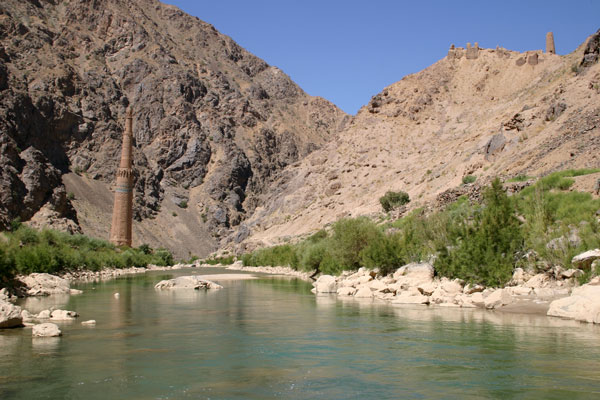
Le minaret de Jam et Qasr Zarafshan, au bord du Hari Rud (rivière)

## Districts
- Chaghcharan (district de la capitale)
- Marghab
- Charsada
- Dawlat Yar
- Du Layna
- Lal Wa Sarjangal
- Pasaband
- Saghar
- Shahrak
- Taywara
- Tulak